# Taimi
Taimi (teɪmi) è un'app per incontri e social network che si rivolge a tutte le persone LGBTQI +. Il network abbina gli utenti in base alle preferenze e alla posizione selezionate. Taimi funziona su iOS e Android.
L'applicazione ha una versione gratuita e una premium basata su un abbonamento. Taimi ha iniziato come applicazione di incontri online per uomini gay Tuttavia, in passato la società ha annunciato più volte piani per la versione inclusiva per tutta la comunità LGBTQI +.
Taimi è disponibile in 14 paesi tra cui Italia, Stati Uniti, Australia Singapore e Brasile.

## Storia
Taimi è stata lanciata nel 2017 da Social Impact Inc. a Las Vegas . Secondo diverse pubblicazioni, un gruppo di sviluppatori, tra cui il fondatore di Taimi Alex Pasykov, ha proposto un nome per l'app di appuntamenti "Tame Me" che gradualmente si è trasformata in Taimi.
Sebbene Taimi sia stata fondata negli Stati Uniti, l'applicazione ha iniziato a crescere in popolarità altrove, in particolare in Europa . Il 31 ottobre 2018, Taimi ha annunciato il lancio nel Regno Unito.
Il 20 luglio 2019, Taimi è stata lanciata nei Paesi Bassi e in Spagna, seguiti dai paesi di lingua spagnola dell'America centrale e meridionale.

## Responsabilità sociale
Il fondatore e il team di Taimi hanno espresso il desiderio di combattere l'omofobia sponsorizzata dallo stato in tutto il mondo. Secondo Alex Pasykov, Taimi intende collaborare con diverse ONG per combattere l'omofobia sponsorizzata dallo stato.
Alcuni studi hanno indicato che Taimi è una delle app di appuntamenti più sicure per le persone LGBTQI + . Di recente, Taimi ha stretto una partnership con UNAIDS e LGBT Foundation a sostegno di un'innovativa indagine LGBTQI.
L'azienda è partner di diversi Gay pride, marce e parate, tra cui il Los Angeles Pride, il New York City Pride e il Las Vegas Pride. Taimi ha anche collaborato con il Trevor Project per supportare i diritti LGBTQI +.

## Funzionamento

### Caratteristiche
Diversi media hanno condiviso l'entusiasmo nominando Taimi l'app di appuntamenti più sicura per gli uomini gay. Le funzionalità di sicurezza per Taimi includono la moderazione manuale dei profili utente, le etichette di verifica e l'autenticazione a due fattori
L'applicazione offre anche l'integrazione del profilo Facebook e dell'account Snapchat per suoi utenti. Taimi dispone anche di un riassunto delle attività disponibile per tutti così come di videochiamate e storie.

### Abbonamento a pagamento
Taimi XL è una versione premium a pagamento di Taimi. Questa è stata oggetto di polemiche da parte di diversi utenti che affermavano che i prezzi fossero troppo elevati. La versione a pagamento consente agli utenti di nascondere la propria identità, inviare richieste di chat illimitate e rollback.

## Ricezione
L'abbonamento a pagamento è una delle questioni cruciali per l'app. Molti utenti hanno chiesto di ridurre il costo di Taimi XL o eliminarlo del tutto. Taimi si rifiuta di eliminare la funzionalità e afferma che la versione di base dell'app è gratuita. Nel complesso la risposta all'app è positiva. Tuttavia, la maggior parte delle recensioni si concentra sull'aspetto degli appuntamenti piuttosto che sulla funzione di social network.

## Controversie
Nel 2018 l'app ha ricevuto una risposta negativa dagli attivisti LGBTQI + dopo un articolo pubblicato e condiviso da diversi altri media incentrato su un filtro che permetteva agli utenti Taimi di bloccarsi a vicenda in base allo status di portatore di HIV . Taimi ha rimosso rapidamente il filtro e quell'opzione non è più disponibile.
Taimi è stata oggetto sui social media di polemiche da parte di alcuni utenti che si sono lamentati delle sue invadenti strategie pubblicitarie.